# Coulanges-la-Vineuse
Pour les articles homonymes, voir Coulanges.
Coulanges-la-Vineuse est une commune française située dans le département de l'Yonne en région Bourgogne-Franche-Comté. Elle a obtenu le label Cité de Caractère de Bourgogne-Franche-Comté en 2021.

## Géographie
Coulanges-la-Vineuse est située à 15 km au sud d'Auxerre (11,2 km à vol d'oiseau).
Le bourg est à une altitude de 193,50 m et son point culminant est le Mont-Faucon (292 m).

### Climat
Pour des articles plus généraux, voir Climat de la Bourgogne-Franche-Comté et Climat de l'Yonne.
En 2010, le climat de la commune est de type climat océanique dégradé des plaines du Centre et du Nord, selon une étude du Centre national de la recherche scientifique s'appuyant sur une série de données couvrant la période 1971-2000. En 2020, Météo-France publie une typologie des climats de la France métropolitaine dans laquelle la commune est exposée à un climat océanique altéré et est dans la région climatique  Lorraine, plateau de Langres, Morvan, caractérisée par un hiver rude (1,5 °C), des vents modérés et des brouillards fréquents en automne et hiver.
Pour la période 1971-2000, la température annuelle moyenne est de 10,8 °C, avec une amplitude thermique annuelle de 15,8 °C. Le cumul annuel moyen de précipitations est de 764 mm, avec 11,7 jours de précipitations en janvier et 7,7 jours en juillet. Pour la période 1991-2020, la température moyenne annuelle observée sur la station météorologique de Météo-France la plus proche, « Merry-sur-Yonne », sur la commune de Merry-sur-Yonne à 16 km à vol d'oiseau, est de 11,5 °C et le cumul annuel moyen de précipitations est de 776,9 mm. 
La température maximale relevée sur cette station est de 40,7 °C, atteinte le 7 août 2003 ; la température minimale est de −22 °C, atteinte le 16 janvier 1985,,.
Les paramètres climatiques de la commune ont été estimés pour le milieu du siècle (2041-2070) selon différents scénarios d'émission de gaz à effet de serre à partir des nouvelles projections climatiques de référence DRIAS-2020. Ils sont consultables sur un site dédié publié par Météo-France en novembre 2022.

## Urbanisme

### Typologie
Au 1er janvier 2024, Coulanges-la-Vineuse est catégorisée bourg rural, selon la nouvelle grille communale de densité à sept niveaux définie par l'Insee en 2022.
Elle est située hors unité urbaine. Par ailleurs la commune fait partie de l'aire d'attraction d'Auxerre, dont elle est une commune de la couronne,. Cette aire, qui regroupe 104 communes, est catégorisée dans les aires de 50 000 à moins de 200 000 habitants,.

### Occupation des sols
L'occupation des sols de la commune, telle qu'elle ressort de la base de données européenne d’occupation biophysique des sols Corine Land Cover (CLC), est marquée par l'importance des territoires agricoles (85,6 % en 2018), une proportion sensiblement équivalente à celle de 1990 (86,3 %). La répartition détaillée en 2018 est la suivante :
terres arables (55,8 %), zones agricoles hétérogènes (15,4 %), cultures permanentes (14,4 %), forêts (9,7 %), zones urbanisées (4,6 %). L'évolution de l’occupation des sols de la commune et de ses infrastructures peut être observée sur les différentes représentations cartographiques du territoire : la carte de Cassini (XVIIIe siècle), la carte d'état-major (1820-1866) et les cartes ou photos aériennes de l'IGN pour la période actuelle (1950 à aujourd'hui).

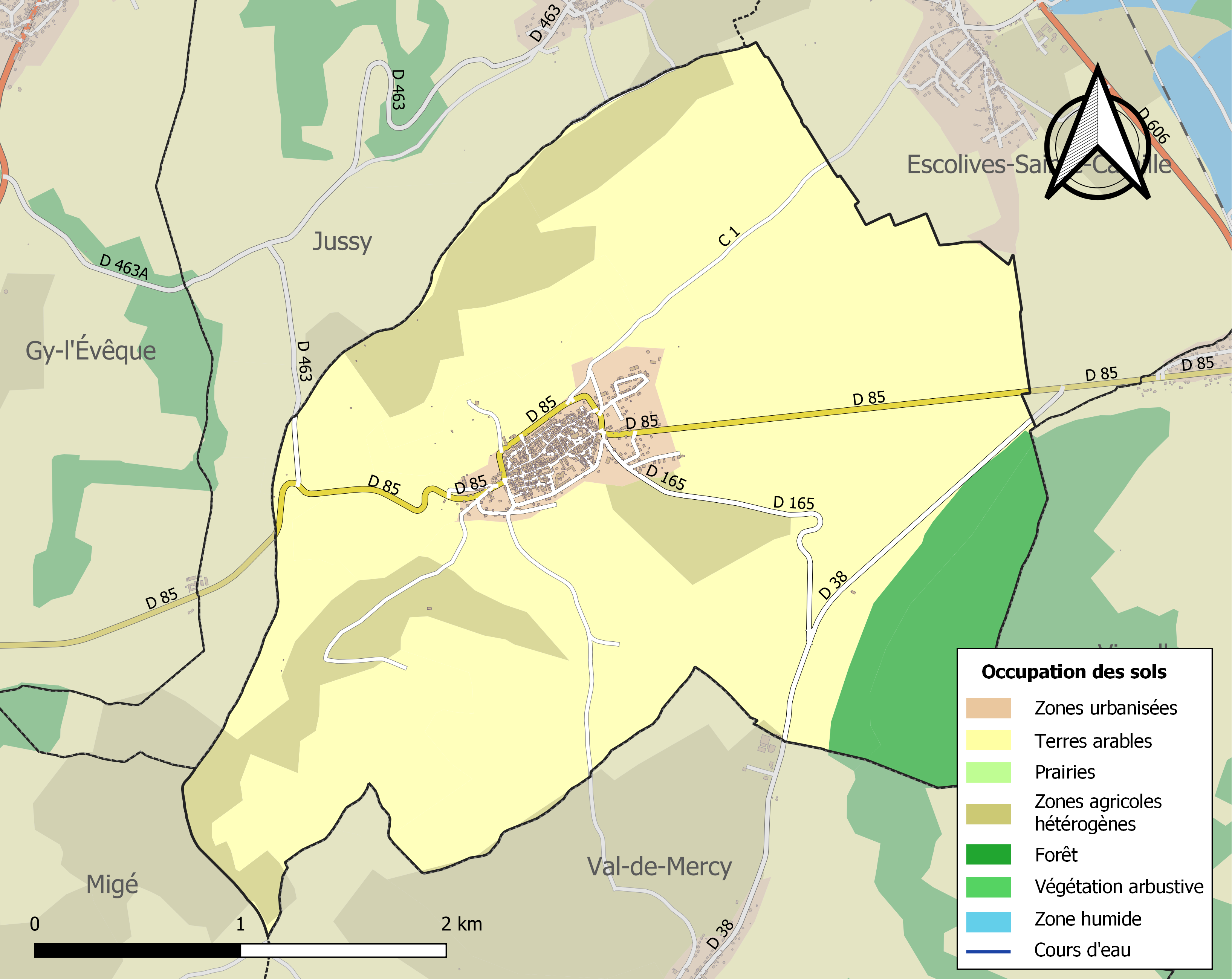
Carte des infrastructures et de l'occupation des sols de la commune en 2018 (CLC).

## Toponymie
Du latin colonica.
Le paysan libre obtenait le droit de s'établir dans une colonica dont il était le colon.

Des colonicæ sont apparues dès le VIIIe siècle.

## Histoire
L'implantation de la vigne sur ce terroir remonte à l'époque gallo-romaine, comme le montre une sculpture de vendangeur découverte sur le site voisin d'Escolives-Sainte-Camille. Tout au long de l'histoire du village, la culture de la vigne est au centre de l'activité.
Le vin était exporté vers Paris sur des bateaux qui descendaient l'Yonne et la Seine. Le phylloxera détruisit le vignoble de Coulanges à la fin du XIXe siècle. Il ne reprit vie, avec des plants résistant au phylloxéra, que dans le courant du XXe siècle.

### Moyen Âge
Avec Lacour, la seigneurie de Coulanges-la Vineuse est donnée en dot au XIIe siècle à Alix/Adèle de Nevers, une fille de Guillaume III, comte de Nevers, Auxerre et Tonnerre, mariée au comte de Joigny Renard IV. Leur arrière-petit-fils Guillaume III de Joigny les donne à sa fille Jeanne, femme de Guillaume d'Antigny de Ste-Croix († en 1287 avant son père Henri Ier d'Antigny de Ste-Croix, le frère cadet d'Hugues IV, comte de Vienne). Leur descendance conservera la seigneurie qui rayonne sur le village voisin de Val-de-Merci. Vallan et Escolives ont eu des liens avec cette seigneurie.
Le comte de Joigny y possède une maison tenue en fief du comte d'Auxerre et en arrière-fief de la comtesse de Champagne en 1210. Dans les hommages rendus en 1221 (au comte d'Auxerre) et 1222 (à la comtesse d'Auxerre), il est mentionné le château, tout comme dans celui de 1297.
En 1248, il est procédé aux partages d'hommes (serfs) à Coulanges, appartenant au comte Guillaume de Joigny.
EN 1337, Simon de Sainte-Croix, dernier comte héréditaire de Joigny et chanoine-doyen de St-Vincent de Mâcon, fils de Jeanne de Joigny et Guillaume d'Antigny-Ste-Croix, prête hommage pour la seigneurie. On y cite, outre Coulanges et Val-de-Mercy, 1000 arpents de bois et de nombreux vassaux dont Geoffroy Trouvé d'Auxerre.
Le four (1315) et les moulins de Coulanges (1315-1323) sont le siège de fiefs.
Coulanges dispose d'une prévôté en 1399. Entre 1509 et 1535 elle s'efface au profit d'un bailliage.
Après le comte Simon, † 1338, et son neveu Philippe de Ste-Croix, évêque de Mâcon en 1360-1380, Coulanges et Lacour passent à une branche cadette des Ste-Croix, les sires de Savigny-en-Revermont, notamment à Jean de Sainte-Croix de Savigny, puis au début du XVe siècle à son petit-fils maternel Humbert de Luyrieux de la Cueille (voir l'article Lacour). Coulanges est alors vendue pour six mille saluts d'or à Charles de Savoisy de Seignelay († 1420 ; Grand-bouteiller de France en 1409-1413), pour échoir ensuite à son gendre le maréchal Claude de Beauvoir de Chastellux, vicomte d'Avallon († 1453), le mari de sa fille Marie de Savoisy († 1469).
En 1434 (donc avant le traité d'Arras de 1435), Philibert de Vauldrey gouverneur de l'Auxerrois et du Tonnerrois, et François de Vaurembon, chambellan du duc de Bourgogne, viennent assiéger Coulanges entrée au pouvoir de Charles VII. Jacques d'Espailly, dit Fort-Epice, accepte de monnayer sa reddition moyennant 5 000 écus d'or et 1.700 saluts d'or. Il rend la place le 23 juin 1435.
La population se développant, une enceinte est édifiée (citée en 1458), qui permettra durant la guerre de Cent Ans de faire face aux opérations militaires incessantes dans la région. La ville se trouve au cœur d'un vignoble actif. Elle incorpore dans son nom cette proximité qui fait sa richesse, « lès » signifiant « près de » : Coulanges-lès-Vineuses. Cette appellation durera plusieurs siècles. La ville possède des halles en 1440 et 1511.
Comme tout l'Auxerrois, Coulanges-la-Vineuse est très durement éprouvé lors de l'affrontement final opposant Charles le Téméraire et Louis XI. Jean de Savigny, écuyer, seigneur de Montifault, garde probablement la ville pour le duc.

### Renaissance
Les familles Randoin (1469) et Courgy (1469) fondent les chapelles Saint-André et Saint-Hubert dans l'église paroissiale de Coulanges-la-Vineuse. La prospérité est donc revenue.
La famille Fouldriat, issue de la ville, gère la "recette" de l'évêché et s'approche du pouvoir depuis Auxerre. Une veuve se remarie avec Etienne Gerbault, receveur du comté de Paris ; une seconde, avec Jean du Tillet, greffier en chef du Parlement. Palamedès de Fouldriat, chanoine de la sainte-Chapelle de Paris, conseiller en Parlement, choisit d'abandonner la Ligue et de rejoindre des confrères exilés à Tours. Il sera le pacificateur du Rouergue et du Quercy, et le seigneur de Champlay.
En 1568, le prince de Condé obtient la reddition de la ville après le massacre d'Irancy. Le sieur de Pesslières y tient garnison huguenote. Son coreligionnaire le comte de La Rochefoucauld (François III ?) vole le buste en argent de saint Christophe. Hubert et André Fouldriat, Jean Dautin, Jean Miguier et Jean Merlinat sont amenés à rançonner à 1 000 écus.
La famille de Beauvoir de Chastellux possède alors, on l'a vu, la part principale de la seigneurie [le maréchal Claude rencontré ci-dessus, † en 1453, transmet à son fils < Jean de Beauvoir de Chastellux († av. 1490 ; époux de Jeanne d'Aulnay d'Arcy), lui-même père de < Philippe (x 1502 Barbe, fille de Rodolphe IV de Hochberg et Marguerite de Vienne-Ste-Croix, petite-fille de Guillaume de Vienne), dont hérite son dernier fils < Olivier Ier de Chastellux, ci-dessous, marié à Anne de Grivel de Grossouvre de Pesselières]. Elle maintient la ville dans le giron catholique. Ainsi se justifient les attaques des Huguenots les plus proches, venus de Vézelay et de Noyers. Coulanges est lourdement rançonnée.
Au moment de l'assassinat d'Henri III, des royalistes d'Auxerre se retirent de la cité épiscopale (la famille Vincent) et occupent la ville. Pour se libérer de la menace, la Ligue vient assiéger le château et y massacrer une partie de ses adversaires le 4 juin 1589 (dont les trois frères, les Auxerrois X, Jacques et Henri Crethé).
Vers 1676/1682, les Chastellux ou leurs héritiers [car la seigneurie des Chastellux s'est divisée : Olivier Ier a pour enfants < Olivier II, Louis (x Anne de Pontvill e de Flacy), et Jeanne de Chastellux (x Jean de Giverlay de Chastres) ; Olivier II épouse en 1586 Anne, fille de Jean du Plessis-Liancourt d'Asnières, dont il a < Alexandre de Chastellux, mari d'Anne de Gauville de St-Vincent de Fessard et père de < Roger sire de Coulanges, François, Louis, et Catherine/Isabelle de Chastellux qui marie le sire de Villefranche] vendent la terre de Coulange et le Val-de-Mercy au sieur du Housset, chancelier du duc d'Orléans, dont la femme cède après 1686 à Anne-Françoise Lefebvre d'Ormesson (1678-1735), fille d'André III Lefebvre d'Ormesson d'Amboile (1644-84) et femme en 1694/1695 du chancelier Henri-François d'Aguessseau (1668-1751). Les d'Aguesseau vendent en 1712 à Jean-Baptiste de Contaut, mari de Marguerite de Polastron. Les Contaut/Contaud de Coulanges furent les seigneurs jusqu'à la Révolution.

### Sous les rois Bourbons
Comme sa rivale Saint-Bris, Coulanges-la-Vineuse est animée par le groupe des marchands de vin, puis par les marchands commissionnaires de vins. Ils dominent le peuple des vignerons et des tonneliers. Les professionnels du droit vivent de la passion procédurale de l'époque (procureurs, notaires, baillis, lieutenants, procureurs fiscaux, sergents).
En 1676, un immense incendie détruit la plus grande partie du village. 170 maisons brulent, ainsi que 22 pressoirs et une grande partie de l'église. En l'absence de sources ou de fontaines dans le village, Catherine de  Villefranche, dame de Coulanges, fait jeter sur les flammes des futs de vin, sauvant une cinquantaine de maisons.
La grande affaire du 18e siècle est la question de l'eau : Coulanges, comme l'incendie de 1676 l'a souligné, ne dispose pas d'un approvisionnement en eau suffisant. Les habitants dépendent des mares et citernes, insuffisantes en cas de sécheresse. En 1705, Henri François d'Aguesseau (1658-1751), futur chancelier de France, qui a acquis la seigneurie de Coulanges par son mariage avec  Anne Françoise Lefèvre d'Ormesson (1678-1735), fait venir à Coulanges l'ingénieur Claude-Antoine Couplet, alors connu pour son travail sur l'alimentation en eau du parc de Versailles . 
Couplet trouve assez rapidement une source, juste au dessus du village, au lieu-dit "Le Grouet". L'eau arrive dans le village le 21 décembre 1705, occasionnant une grande liesse populaire. Cependant, l'entretien de la source et des canalisation n'est pas correctement réalisé, la source se perd peu à peu.
En 1732, l'église Saint Christophe et Saint Pèlerin, construite au 14e siècle et de style gothique flamboyant et avait été réparée après l'incendie de 1676, s'effondre en grande partie. Il ne reste plus que le clocher, et les deux pignons.
Cette même année 1732, Coulanges subit une incursion à l'intérieur de ses murs d'un loup, dit la Bête de l'Auxerrois .
Un impôt sur le vin, octroyé par l'Intendant de Bourgogne, permet de reconstruire l'église. Les habitants font appel à l'architecte Giovanni Servandoni, maître de Jacques-Germain Soufflot, l'architecte du Panthéon, originaire du village voisin d'Irancy. La nouvelle église est consacrée en 1742.
En 1779, l'abbé Tingault (vers 1709-1792), curé de Coulanges, reprend le dossier de la source perdue. Il écrit des courriers, obtient la venue d'un inspecteur des travaux hydrauliques, organise les travaux. En 1780, les quatre fontaines de Coulanges fonctionnent. 

### Le dix-neuvième siècle
Lors du plébiscite du 8 mai 1870, Coulanges vote très majoritairement la confiance à Napoléon III. Seules 14 voix se portent sur le non
Lors de la guerre de 1870, Coulanges est occupée par un régiment poméranien de décembre 1870 à mars 1871. 

## Politique et administration
Du 11 décembre 1972 jusqu'en 1979, date de prise d'effet du décret de défusion, Escolives-Sainte-Camille a été une commune associée de Coulanges-la-Vineuse.
| Période | Période | Identité              | Étiquette    | Qualité                            |
| ------- | ------- | --------------------- | ------------ | ---------------------------------- |
| 1790    | 1791    | Jacques Tingault      |              | abbé, curé de Coulanges la Vineuse |
| 1792    | 1792    | Jean Benoit Beau      |              | notaire                            |
| 1793    | 1793    | Germain Maiseau       |              |                                    |
| 1794    | 1795    | Jean Vincent Ledoux   |              | vigneron                           |
| 1797    | 1812    | Claude Chalmeau       |              | notaire                            |
| 1813    | 1815    | Jean-Baptiste Truchon |              | négociant en vin                   |
| 1815    | 1826    | Etienne Vildieu       |              | chirurgien                         |
| 1826    | 1827    | Edme Gaillard         |              | notaire                            |
| 1827    | 1828    | Pierre Beuré          |              | propriétaire                       |
| 1828    | 1836    | Jacques Laurent       |              | notaire                            |
| 1836    | 1844    | Augustin Ledoux       |              | marchand de vin en gros            |
| 1844    | 1848    | Thomas Claude Ledoux  |              | huissier                           |
| 1848    | 1868    | Rémi Livras           | bonapartiste | Marchand de vin en gros            |
| 1868    | 1902    | Eugène Houdé          |              | médecin                            |
| 1902    | 1920    | Emile Desprez         |              | marchand de vin en gros            |
| 1920    | 1938    | Eugène Bartement      |              | Epicier, marchand de vin en gros   |
| 1959    | 1967    | Maurice Villatte      | MRP          | médecin                            |
| 1968    | 1982    | Madeleine Villatte    |              |                                    |
| 1984    | 2001    | Jacques Robert        |              |                                    |
| 2002    | 2020    | Daniel Girard         |              | [ 30 ]                             |
| 2020    | 2026    | Odile Maltoff         |              | Vignerone                          |

## Démographie
En 1660, l'Intendant compte 208 habitants à Coulanges dont les deux tiers sont pauvres. 
L'évolution du nombre d'habitants est connue à travers les recensements de la population effectués dans la commune depuis 1793. Pour les communes de moins de 10 000 habitants, une enquête de recensement portant sur toute la population est réalisée tous les cinq ans, les populations de référence des années intermédiaires étant quant à elles estimées par interpolation ou extrapolation. Pour la commune, le premier recensement exhaustif entrant dans le cadre du nouveau dispositif a été réalisé en 2007.

En 2022, la commune comptait 787 habitants, en évolution de −6,53 % par rapport à 2016 (Yonne : −1,95 %, France hors Mayotte : +2,11 %).
| 1793  | 1800  | 1806  | 1821  | 1831  | 1836  | 1841  | 1846  | 1851  |
| ----- | ----- | ----- | ----- | ----- | ----- | ----- | ----- | ----- |
| 1 433 | 1 524 | 1 402 | 1 309 | 1 224 | 1 262 | 1 328 | 1 326 | 1 420 |

| 1856  | 1861  | 1866  | 1872  | 1876  | 1881  | 1886  | 1891  | 1896  |
| ----- | ----- | ----- | ----- | ----- | ----- | ----- | ----- | ----- |
| 1 339 | 1 353 | 1 372 | 1 342 | 1 332 | 1 340 | 1 296 | 1 229 | 1 195 |

| 1901 | 1906 | 1911 | 1921 | 1926 | 1931 | 1936 | 1946 | 1954 |
| ---- | ---- | ---- | ---- | ---- | ---- | ---- | ---- | ---- |
| 958  | 882  | 900  | 703  | 671  | 652  | 662  | 675  | 726  |

| 1962 | 1968 | 1975  | 1982 | 1990 | 1999 | 2006 | 2007 | 2012 |
| ---- | ---- | ----- | ---- | ---- | ---- | ---- | ---- | ---- |
| 754  | 720  | 1 125 | 817  | 878  | 916  | 930  | 932  | 884  |

| 2017 | 2022 | - | - | - | - | - | - | - |
| ---- | ---- | - | - | - | - | - | - | - |
| 826  | 787  | - | - | - | - | - | - | - |

## Lieux et monuments
- Caveau et vieux pressoir. Le caveau, abritant aujourd'hui le musée de la vigne, date du XIIe siècle et le pressoir à vin, de type Clos-vougeot, date du XVIIIe siècle.
- La Maison de Jeanne d'Arc, existante au XVe siècle, doit son nom à la venue de la Pucelle, le 30 juin 1429, qui convainc les Coulangeois, partisans des Bourguignons (au service du royaume d'Angleterre), "de se donner au Roy [de France]", et lui offrent le couvert dans cette maison.
- La Maison de la Renaissance. Elle abrite la bibliothèque municipale ; sa façade sculptée et son plafond peint par des artistes de la Renaissance en font un chef-d'œuvre.
- Maison à tourelle, édifiée au XVIe siècle;
- La Fontaine du Bellay, édifiée au XVIIIe siècle sous la direction de A. Couplet, membre de l'Académie des Sciences, à la demande de François d'Aguesseau, sire de Coulanges. La première fois que l'eau coula à la fontaine de Coulanges, on sonna si fort les cloches que la plus grosse en fut démontée.
- L'église Saint-Christophe et Saint-Pèlerin[36],[37], reconstruite au XVIIIe siècle sous la direction de l'architecte Giovanni Niccolò Servandoni, le maître de l'Irancyçois Jacques-Germain Soufflot.
- Mairie, édifiée au XIXe siècle.
- Monument aux morts, érigé au XXe siècle.
- Monument commémoratif de la Résistance, érigé au XXe siècle.

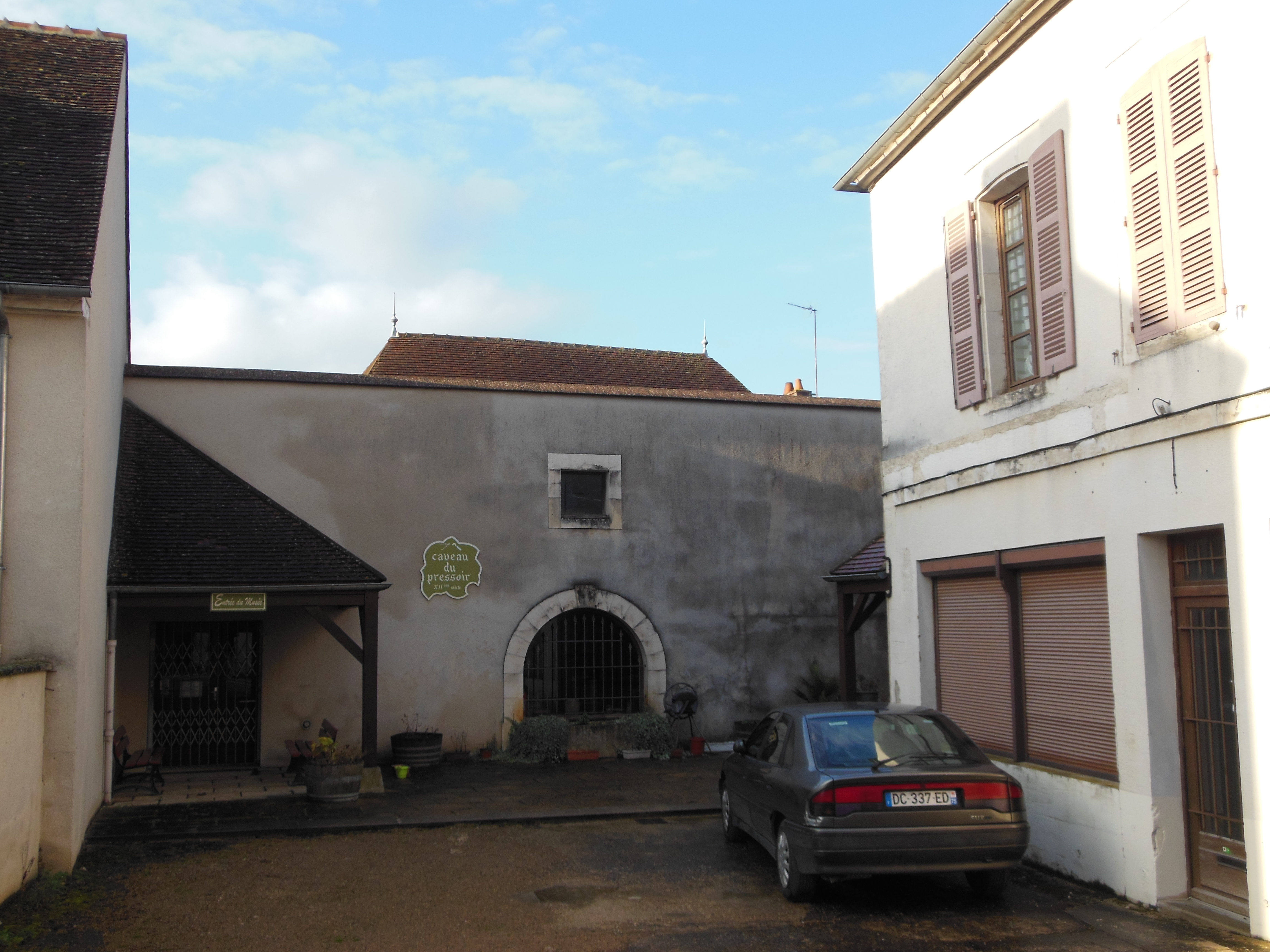
Musée de la Vigne.
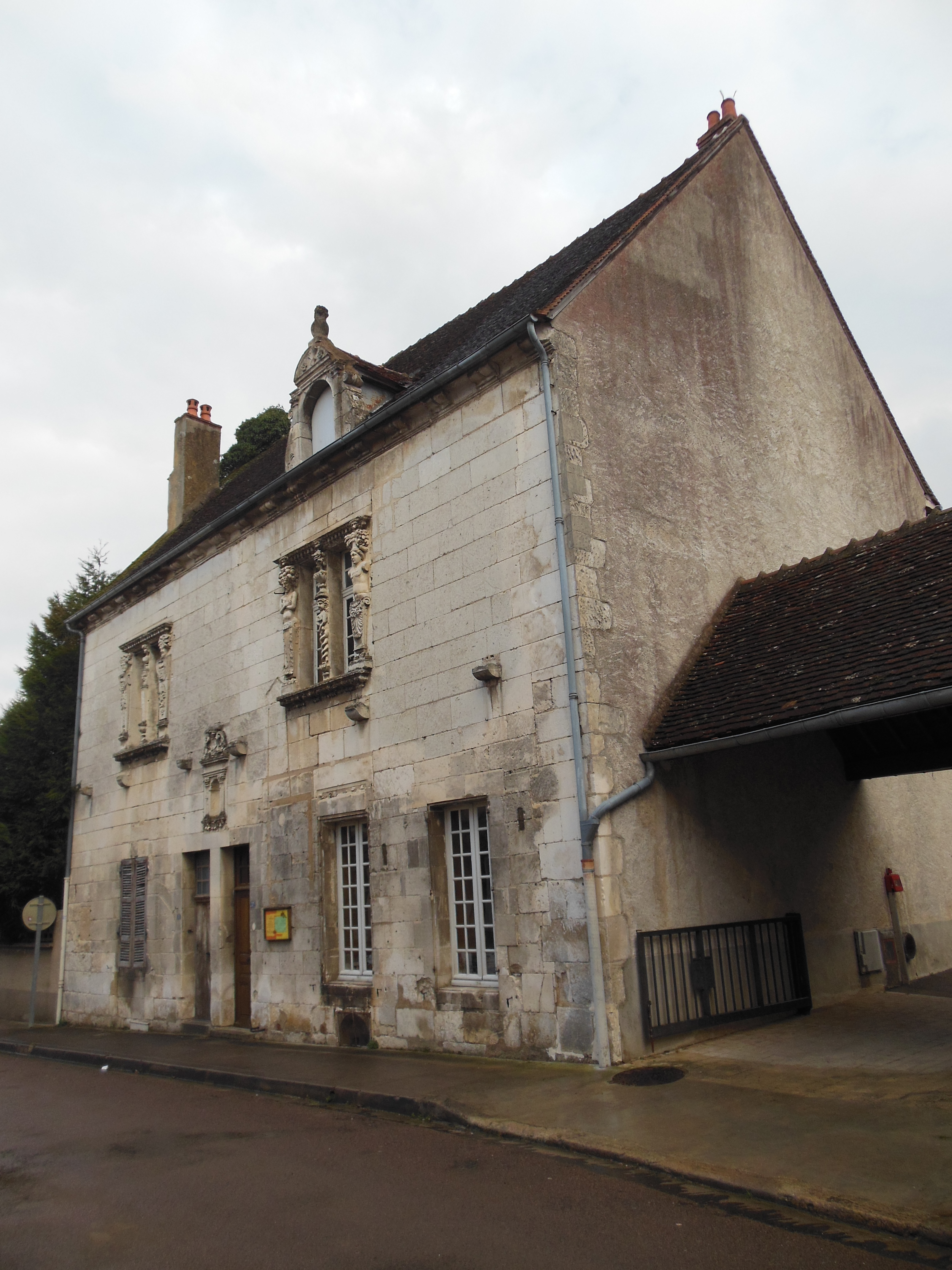
Bibliothèque municipale.
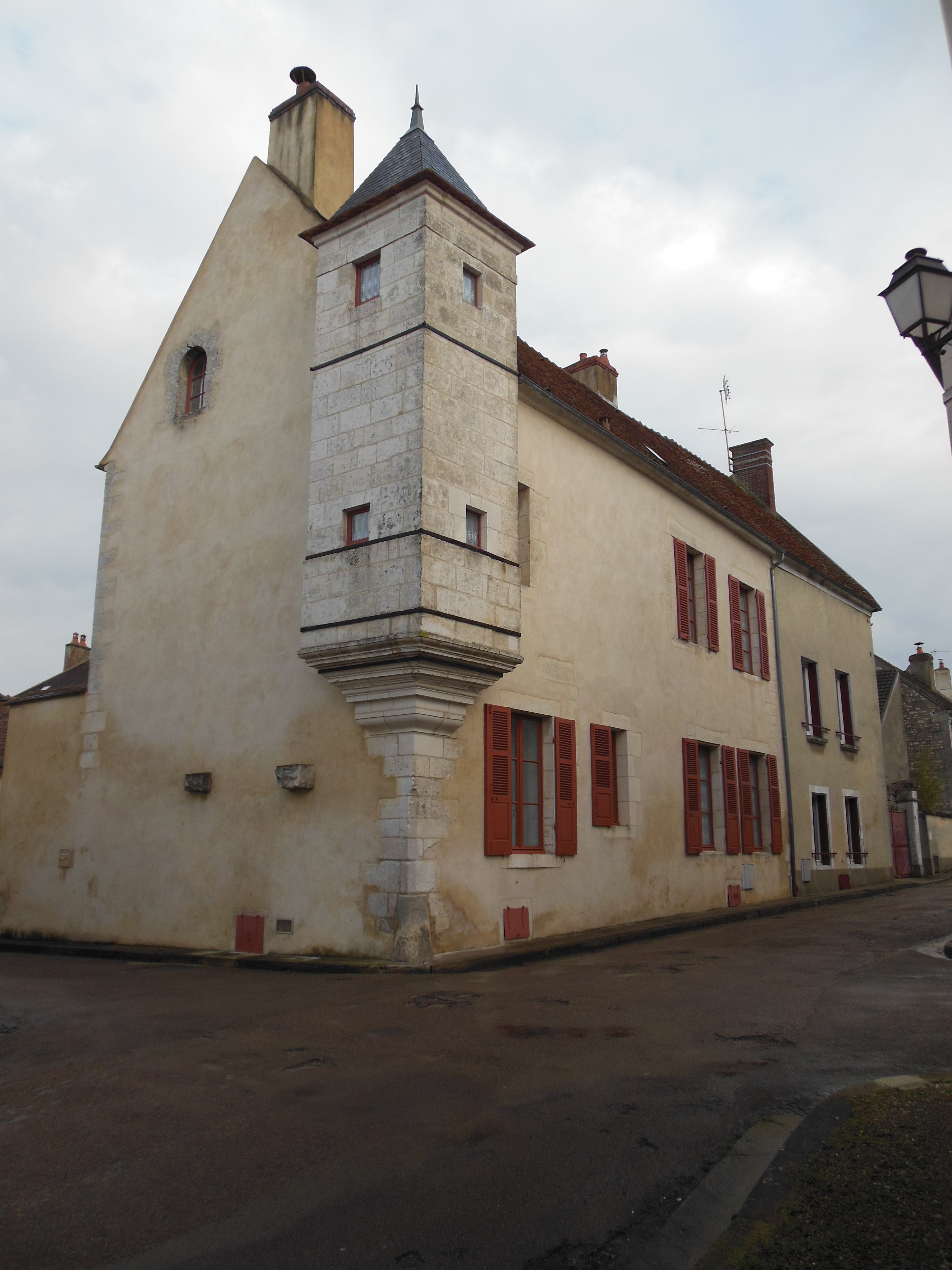
Maison à tourelle.
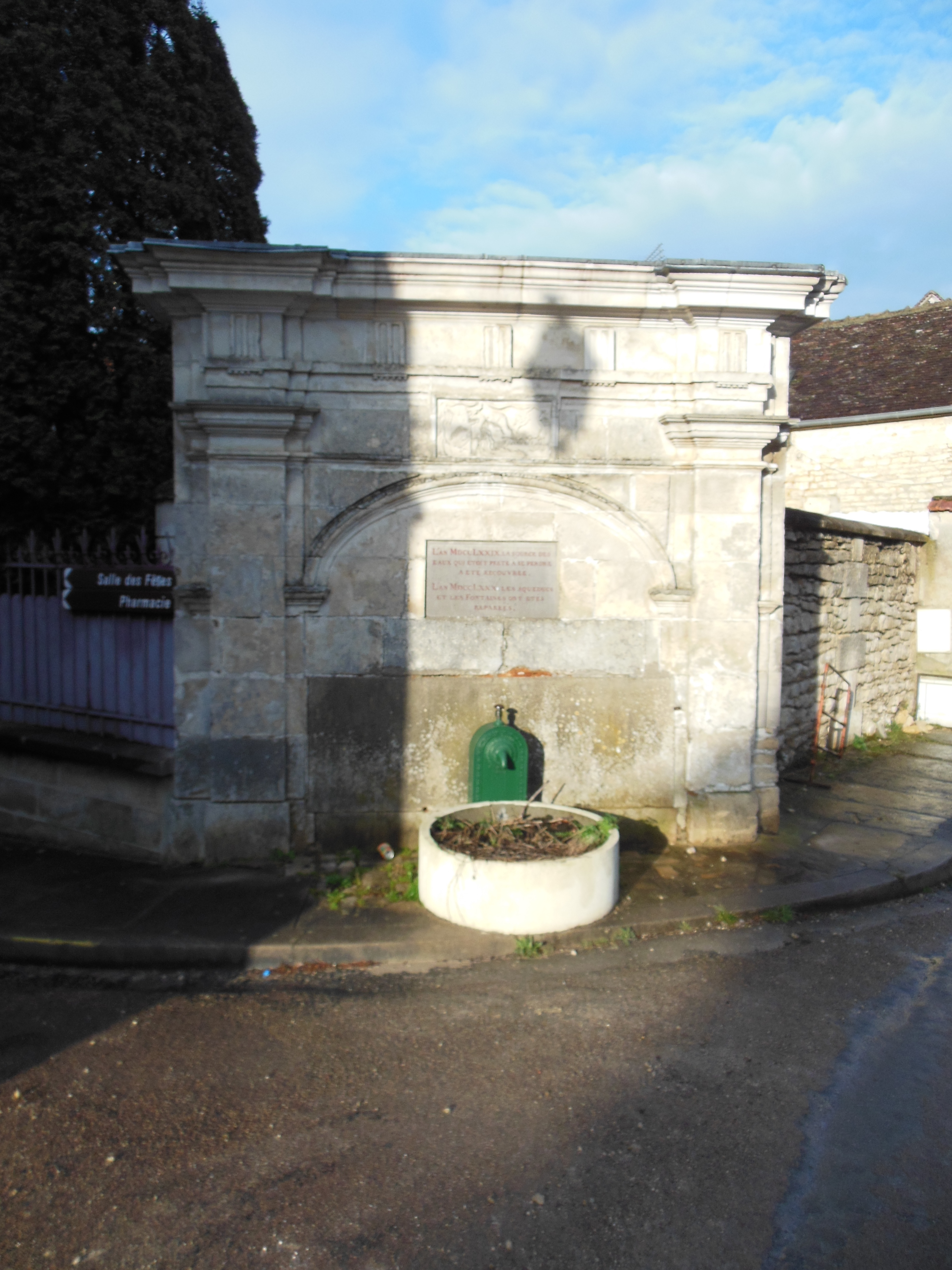
Fontaine du Bellay.

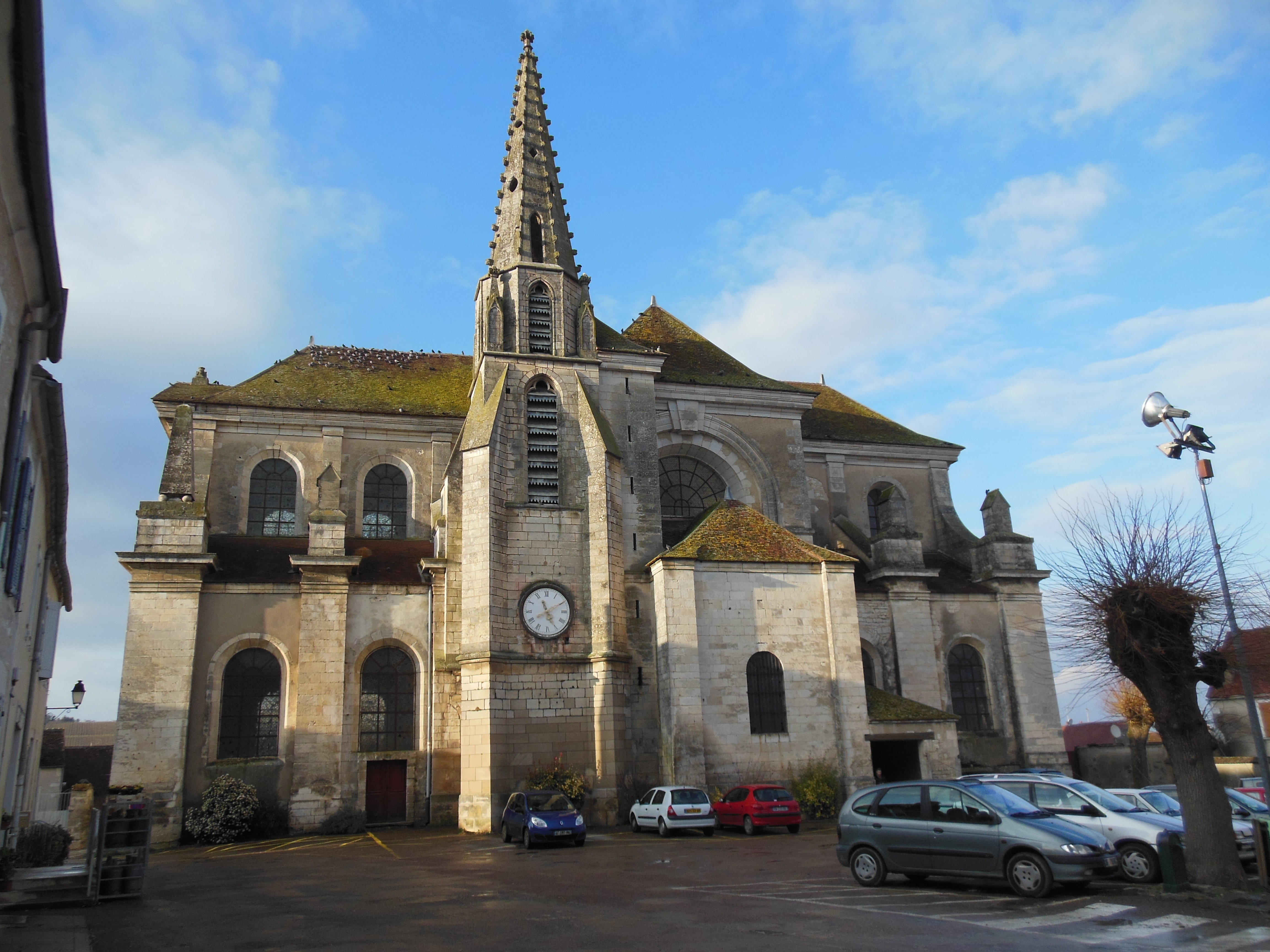
Église Saint-Christophe-et-saint-Pèlerin.
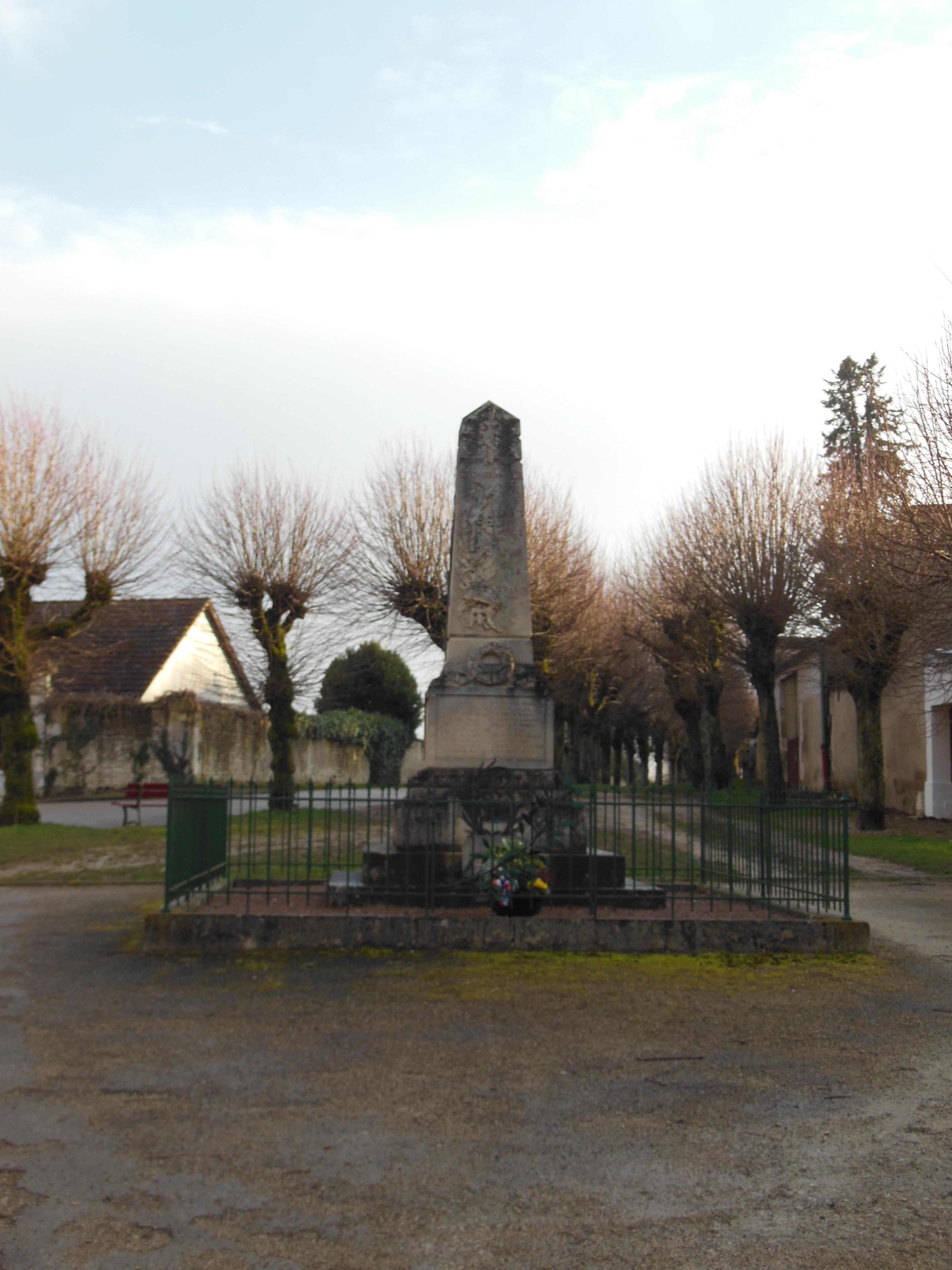
Monument aux morts.
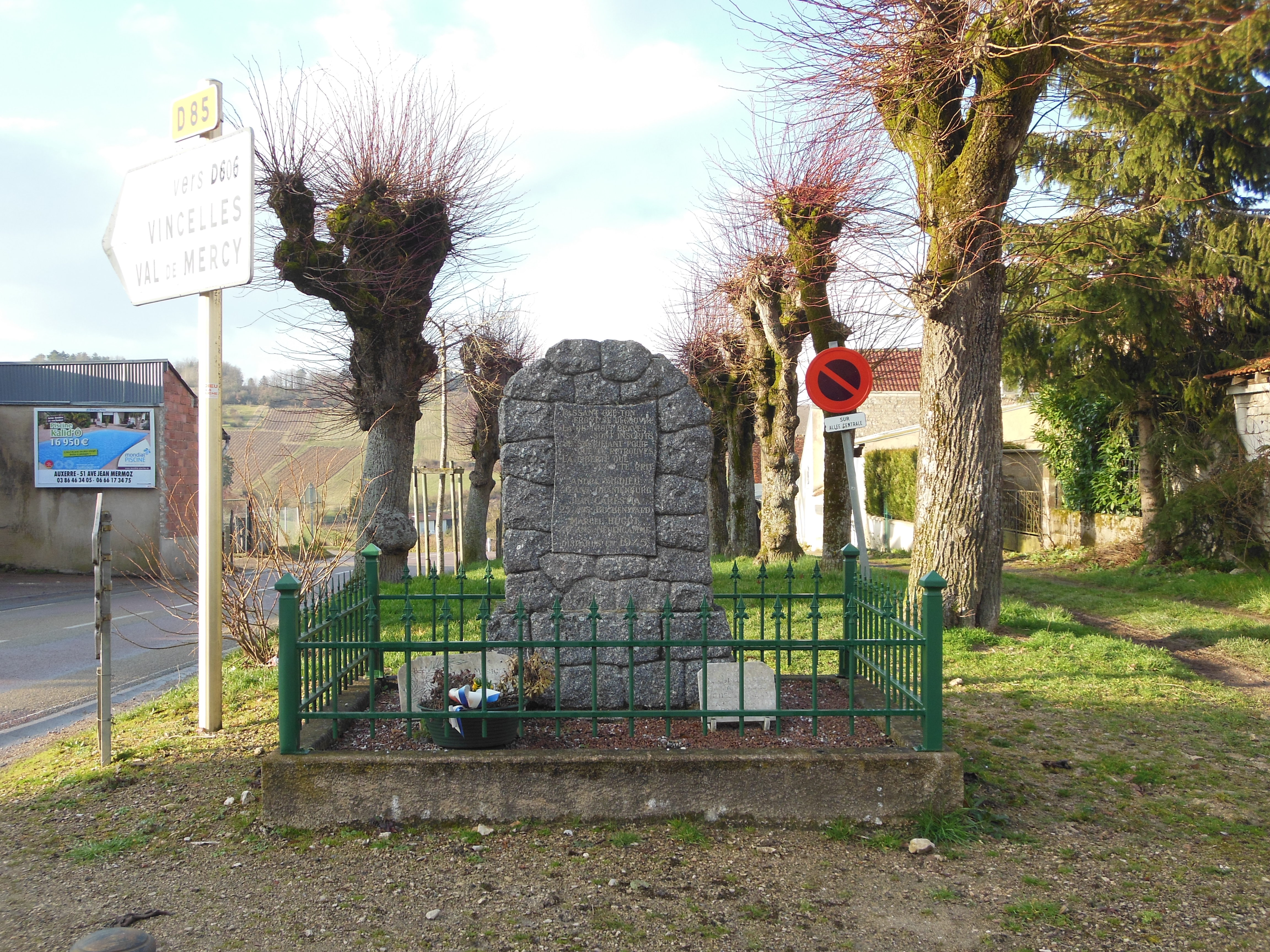
Monument de la Résistance.

## Personnalités liées à la commune
- Charles Hugot (1815-1886), peintre, aquarelliste, aquafortiste et lithographe français, né à Coulanges-la-Vineuse.

## Vignoble

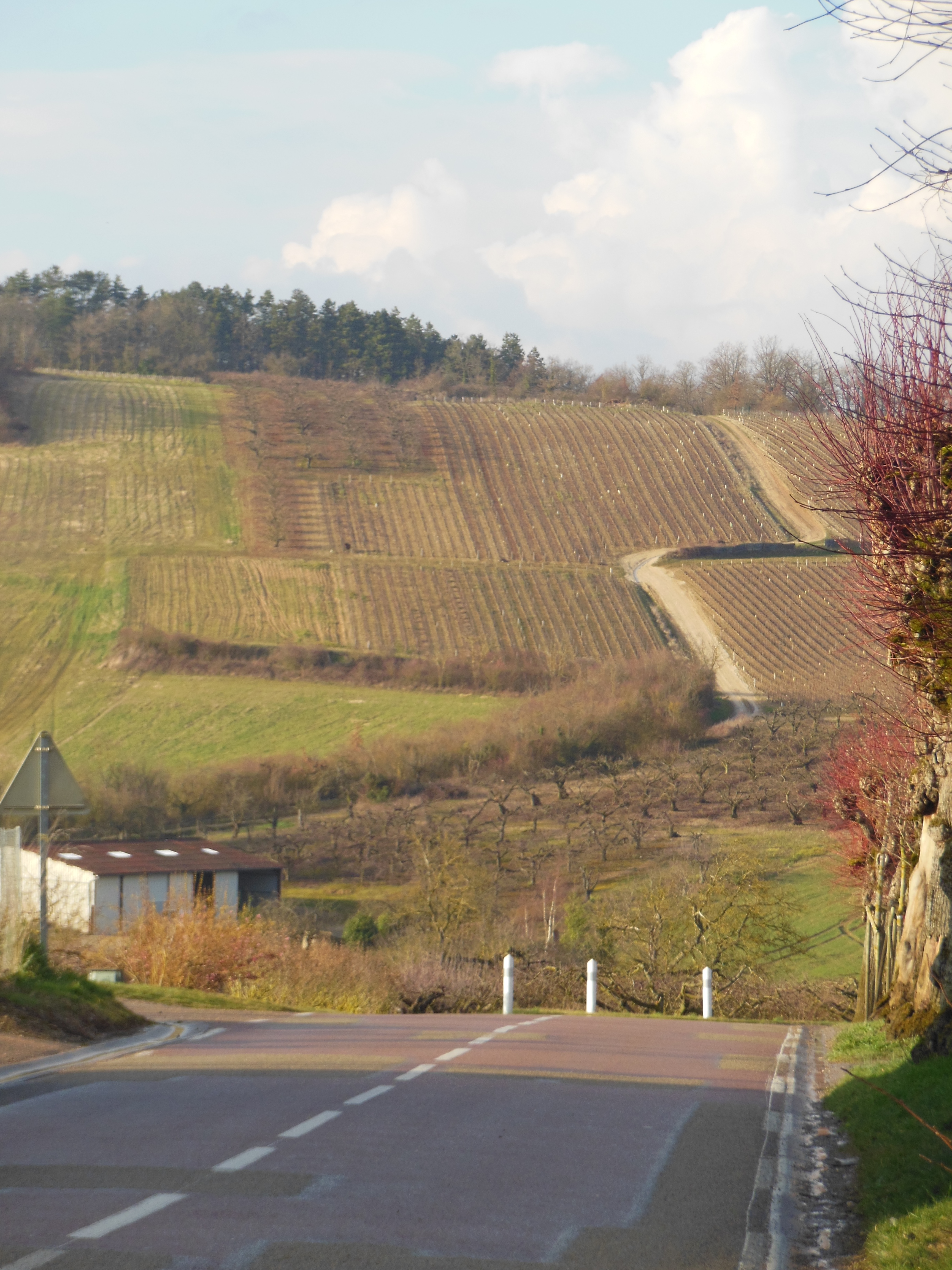
Vignoble coulangeois.

## Jumelages
- Zétrud-Lumay (Belgique).
- Neumagen-Dhron (Allemagne).

## Pour approfondir